# Tineke Guilonardbrug
De Tineke Guilonardbrug is een vaste brug in Slotermeer in Amsterdam Nieuw-West. Ten noordoosten van de brug ligt het Gerbrandypark.
De liggerbrug is gelegen in de Burgemeester Eliasstraat en overspant de Burgemeester van Tienhovengracht. De brug is aangelegd ter ontsluiting van Slotermeer-Noord. De brug komt al voor op de plattegrond uit 1939 van Cornelis van Eesteren voor het uitbreidingsplan Slotermeer. Uitvoering van dit plan werd in verband met de uitbraak van de Tweede Wereldoorlog met tien jaar vertraagd. Het ontwerp stamt uit de jaren 1955/1956 toen de Dienst der Publieke Werken nog de bruggen voor de stad ontwierp. Het Piet Kramertijdperk was toen net achter de rug, maar zijn opvolgers lieten zich nog vaak door Kramers werk inspireren bij hun ontwerpen. Het ontwerp voor deze brug is toegewezen aan Dick Slebos, die meerdere bruggen voor deze wijk heeft ontworpen.
De brug vertoont een hoge graad van gelijkenis met Kramers bruggen, waarvan brug 609 in de buurt ligt. Slebos nam enigszins de Amsterdamse Schoolstijl van Kramer over. Deze is hier niet in de gehele brug doorgevoerd, maar zeker te herkennen in de landhoofden van baksteen; de afwisseling van horizontaal en verticaal geplaatst metselwerk en de afwisseling tussen baksteen en graniet. Wat dat betreft lijken ook de brugpijlers van Kramers hand. Als extraatje zijn nabij de brug ook zitjes te vinden, die uitkijken over de brug en het water. De modernisering van de bouwmaterialen is voornamelijk terug te vinden in het betonnen brugdek. De smeedijzeren balustrades zijn hier eenvoudig gehouden. Het geheel wordt gedragen voor 126 betonnen heipalen.
De brug was vanaf haar bouw aangeduid met een nummer 611. De gemeente Amsterdam vroeg in 2016 aan de Amsterdamse bevolking om mogelijke namen voor dergelijke bruggen. Veel inzendingen (onder andere J.C. Bloembrug) werden niet gehonoreerd, maar deze brug kreeg de naam Tineke Guilonardbrug. Het is een vernoeming naar verzetsheld Tineke Guilonard (1922-1996), lid van verzetsgroep CS-6, werd opgepakt en overleefde diverse concentratiekampen. Meerdere bruggen en straten in deze buurt werden naar verzetshelden vernoemd.

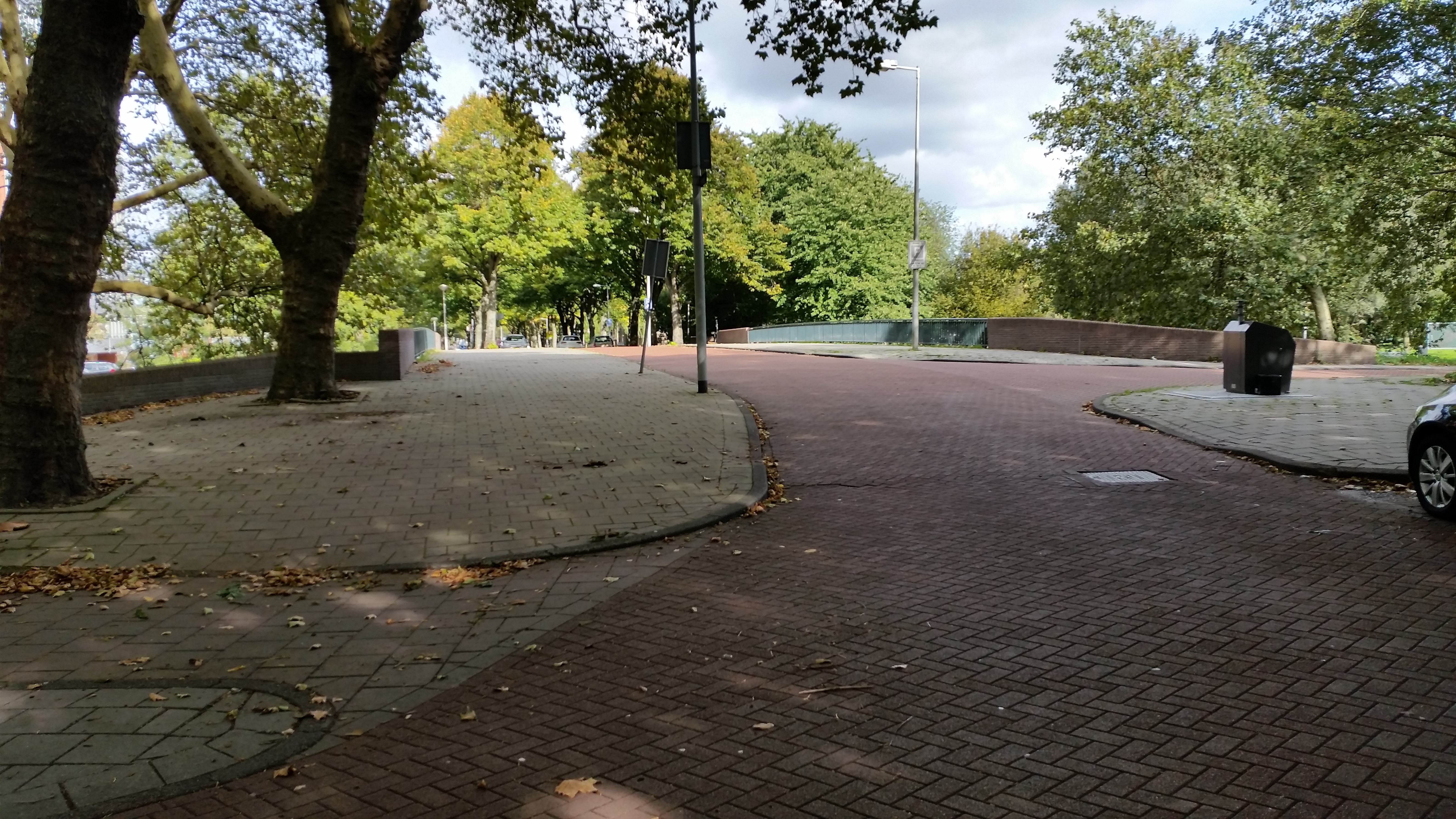
Brugpijlers van graniet en baksteen (oktober 2018)

<<< · 600 · 601 · 602 · 603 · 604 · 605 · 606 · 607 · 608 · 609 · 610 · 611 · 612 · 613 · 614 · 615 · 616 · 617 · 618 · 619 · 620 · 621 · 622 · 623 · 624 · 626 · 627 · 628 · 629 · 630 · 631 · 632 · 633 · 634 · 635 · 636 · 637 · 638 · 639 · 643 · 651 · 652 · 653 · 655 · 656 · 657 · 658 · 659 · 660 · 661 · 662 · 663 · 664 · 665 · 666 · 667 · 668 · 669 · 670 · 671 · 673 · 674 · 675 · 676 · 677 · 678 · 679 · 681 · 682 · 683 · 684 · 685 · 687 · 688 · 689 · 690 · 691 · 692 · 695 · 696 · 699 · >>>
Verdwenen brugnummers: 625 (afgebroken brug Sam van Houtenstraat), 640, 644, 645, 646, 647, 648, 650, 672 (duiker Cornelis Lelylaan, Rembrandtpark), 694, 698.
Nooit gebouwd: 649, 680 (nooit gebouwde brug Sloterplas).
Brugnummers 641, 642, 654, 686, 693, 694 en 697 zijn onbekend.